# Saint-Amand-en-Puisaye
Saint-Amand-en-Puisaye ist eine französische Gemeinde mit 1.211 Einwohnern (Stand: 1. Januar 2022) im Département Nièvre in der Region Bourgogne-Franche-Comté. Sie gehört zum Arrondissement Cosne-Cours-sur-Loire und zum Kanton Pouilly-sur-Loire. Die Einwohner werden Saint-Amandois genannt.

## Geographie
Saint-Amand-en-Puisaye liegt etwa 47 Kilometer südwestlich von Auxerre in der Naturlandschaft Puisaye am Fluss Vrille. Umgeben wird Saint-Amand-en-Puisaye von den Nachbargemeinden Saint-Fargeau im Norden, Moutiers-en-Puisaye im Nordosten, Treigny-Perreuse-Sainte-Colombe im Osten, Dampierre-sous-Bouhy im Südosten, Bitry im Süden, Saint-Vérain im Südwesten, Arquian im Westen sowie Lavau im Nordwesten.

## Bevölkerungsentwicklung
| Jahr                       | 1962 | 1968 | 1975 | 1982 | 1990 | 1999 | 2006 | 2013 | 2020 |
| Einwohner                  | 1485 | 1427 | 1337 | 1394 | 1361 | 1397 | 1332 | 1278 | 1223 |
| Quellen: Cassini und INSEE |      |      |      |      |      |      |      |      |      |

## Sehenswürdigkeiten
- Kirche Saint-Amand, im 13. Jahrhundert erbaut, heutiges Gebäude im Wesentlichen aus dem 16. Jahrhundert, Monument historique seit 1975
- Schloss, zwischen 1530 und 1540 erbaut, Monument historique seit 1986/1991

## Galerie

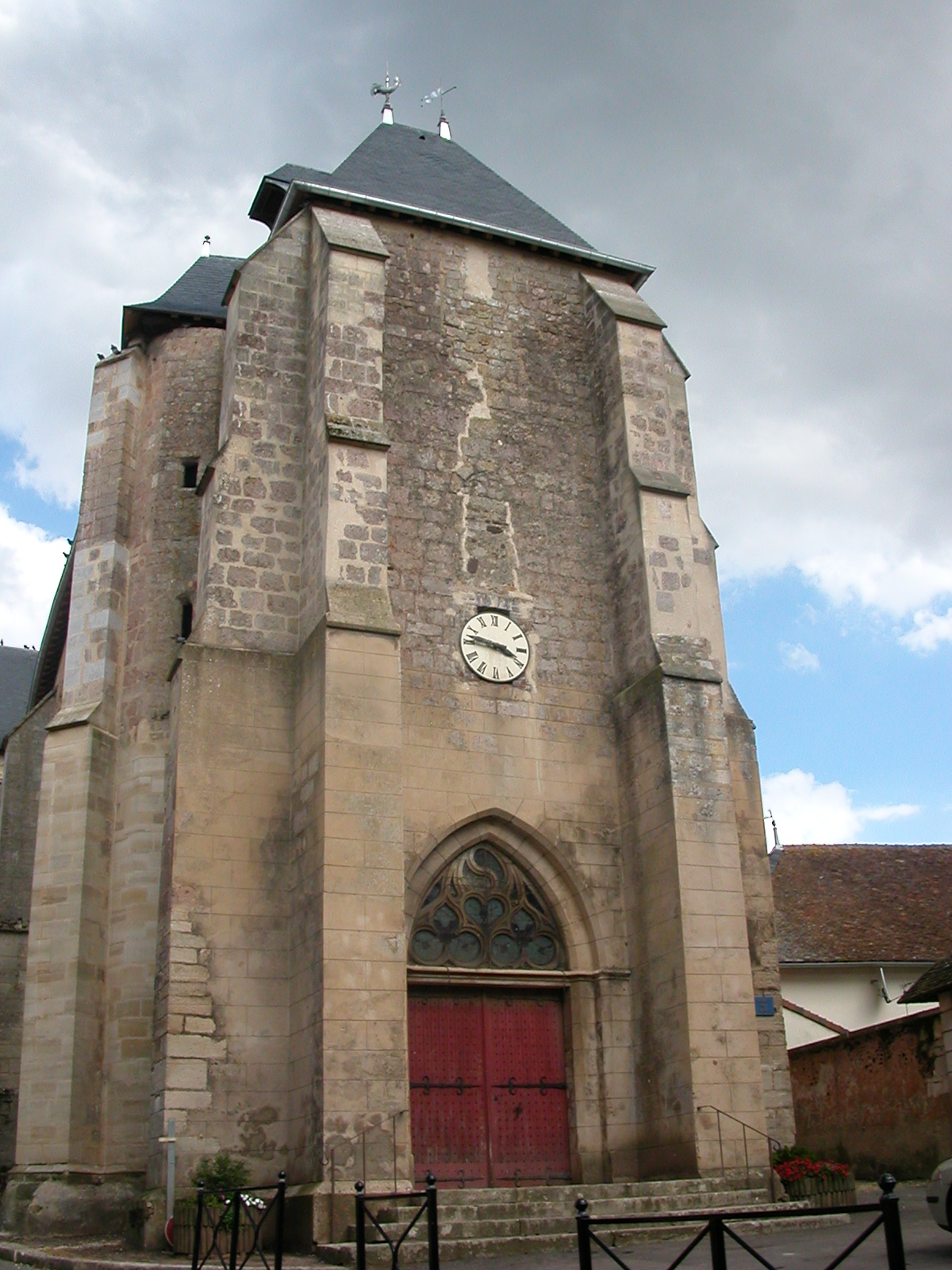
Glockenturm der Kirche Saint-Amand
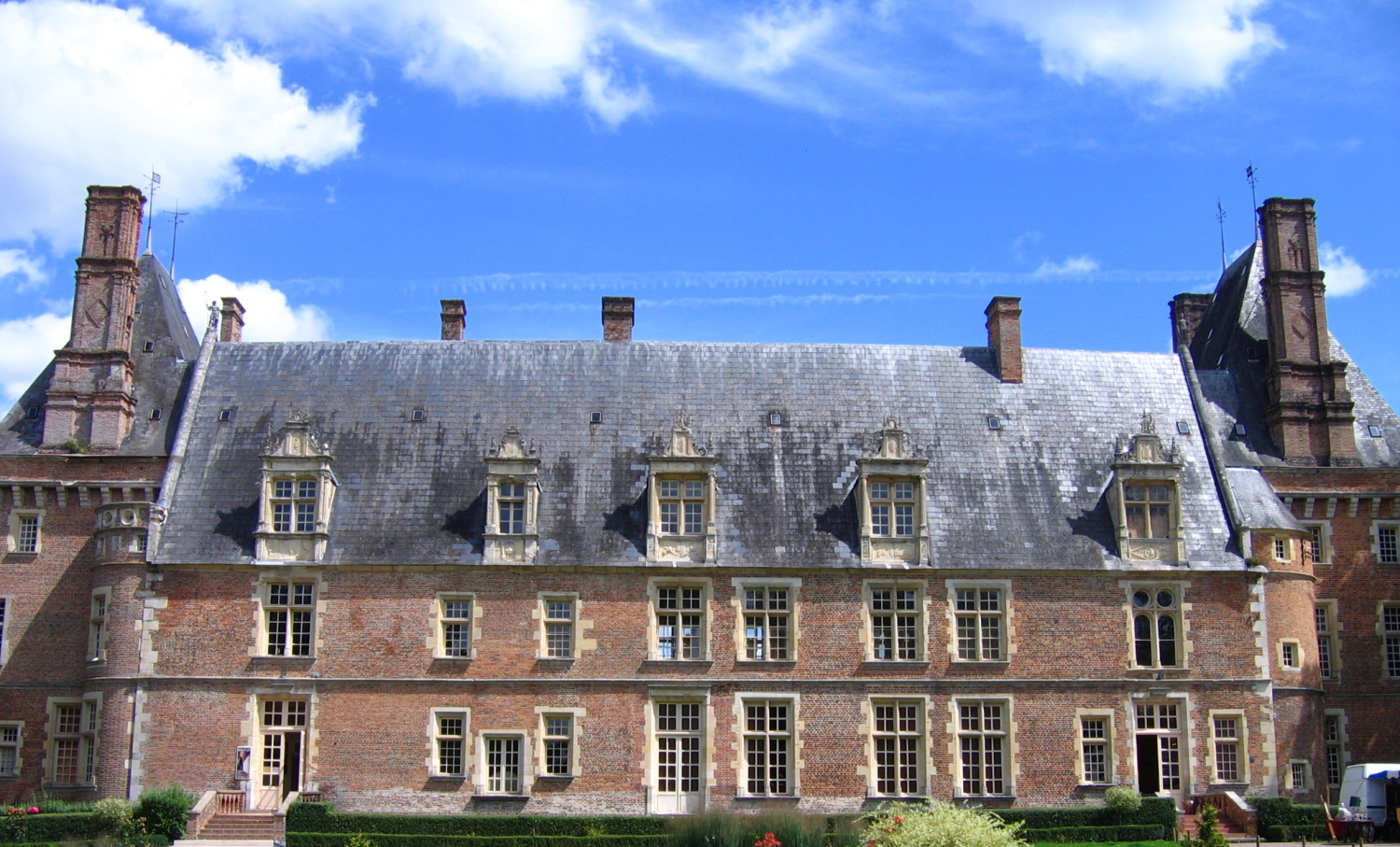
Schloss
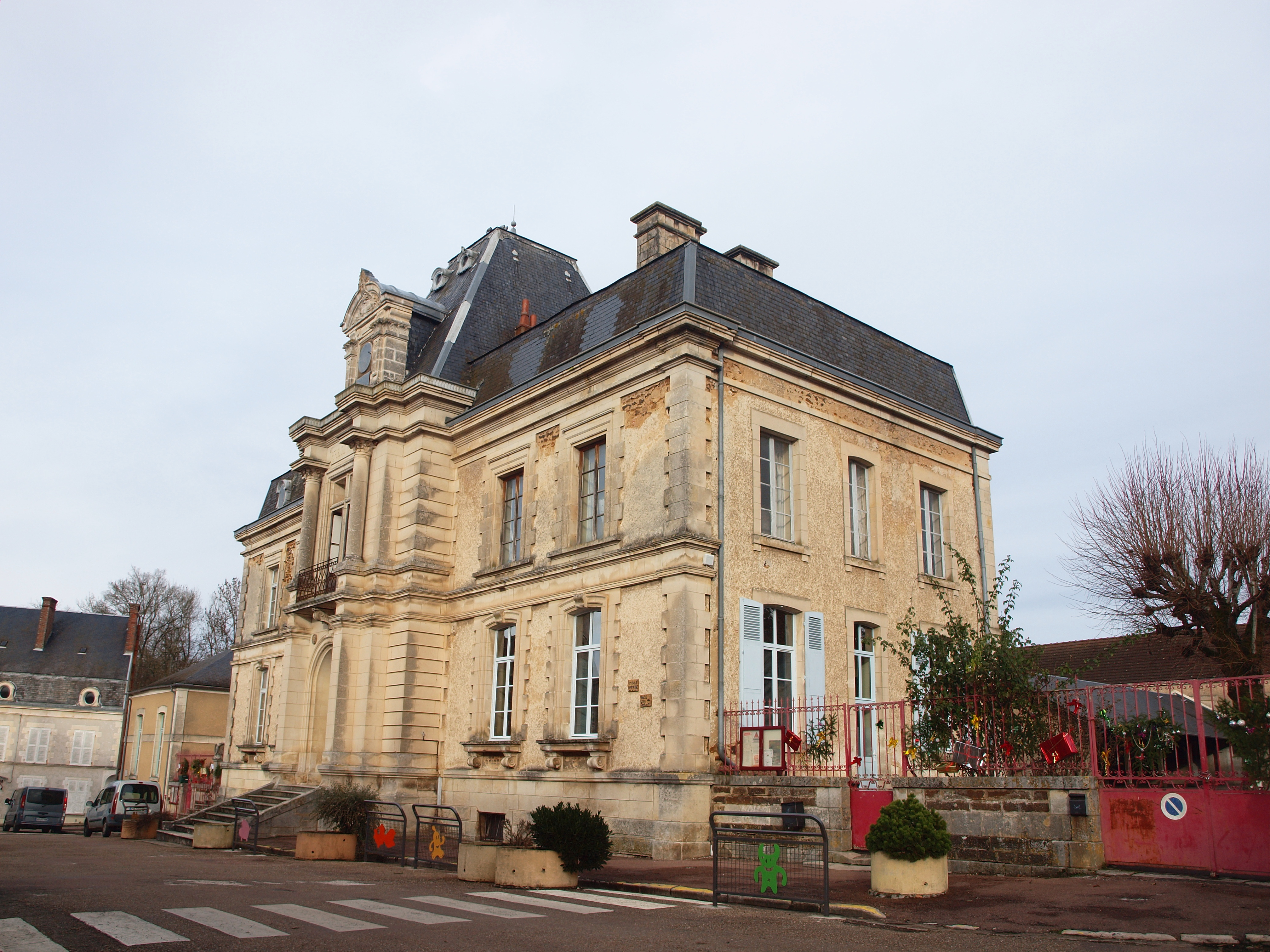
Kommunale Schule
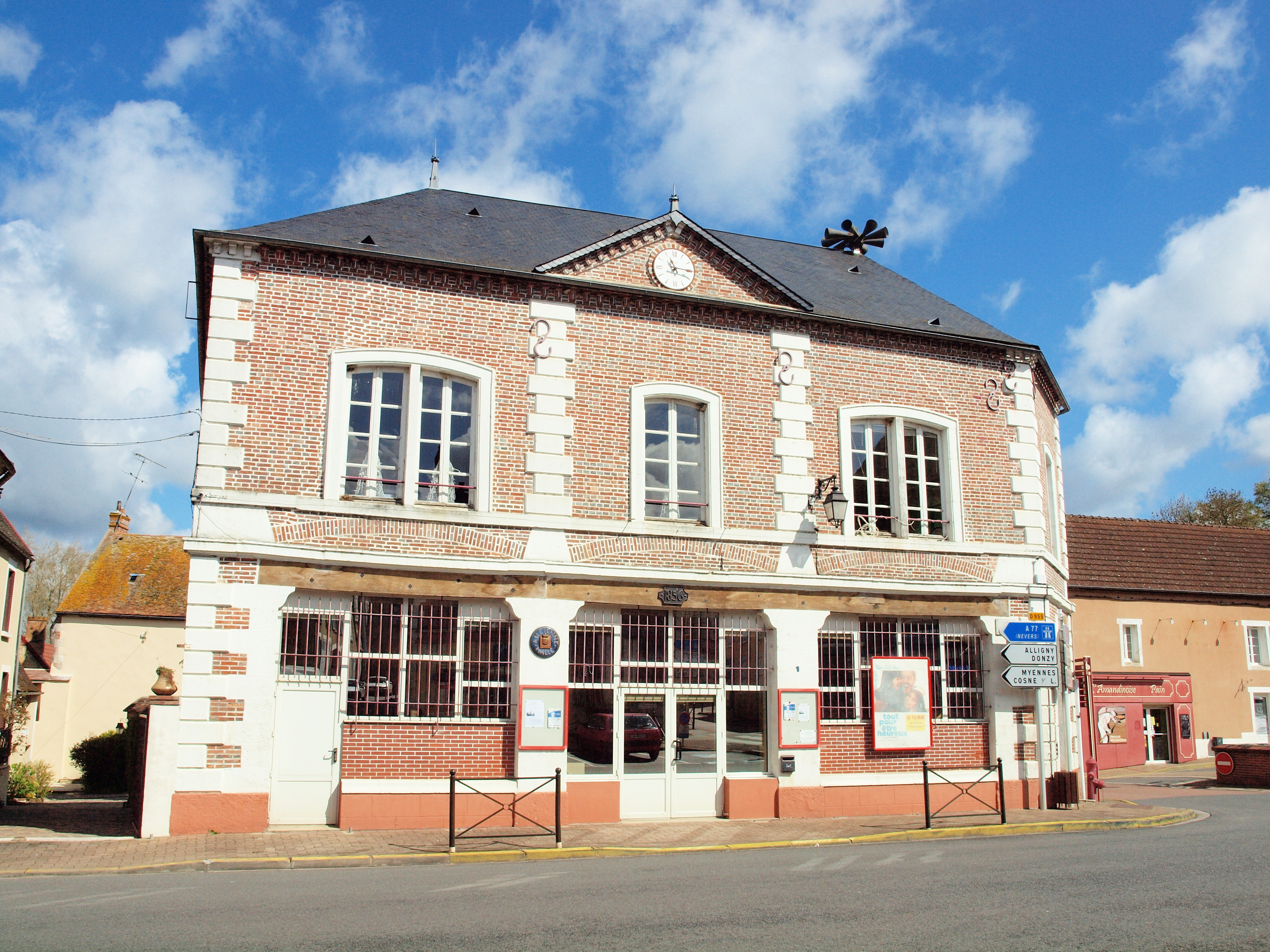
Ehemalige Markthalle